# Ordre du drapeau azerbaïdjanais
L’ordre du drapeau azerbaïdjanais (en azéri : Azərbaycan Bayrağı Ordeni) est une distinction honorifique de la république d'Azerbaïdjan.

## Création
L'ordre fait partie des décorations que le président Aboulfaz Eltchibeï propose de créer par le décret no 370 du 10 novembre 1992. Il est instauré par le décret no 755 du président Heydar Aliyev qui est ratifié par l'Assemblée nationale le 6 décembre 1993.

## Statut
L'ordre peut être décerné à des citoyens azerbaïdjanais ou étrangers pour les raisons suivantes :
- contributions à la restauration de l'indépendance de l'Azerbaïdjan ;
- contributions spéciales au développement social et politique ;
- contributions distinguées à la science militaire et au développement d'équipements militaires ;
- actes distingués dans la défense de l'intégrité territoriale de la république d'Azerbaïdjan ;
- service distingué dans le maintien de l'ordre dans le pays ;
- protection des frontières du pays et service militaire distingué.

Il se situe dans l'ordre protocolaire au-dessous de l'ordre de Chah Ismail et au-dessus de l'ordre du Courage.